# Crocidura elongata
Crociduraelongata  es una especie de musaraña de la familia de los sorícidos.

## Distribución geográfica
Se encuentra en Indonesia.

## Estado de conservación
Sus principales problemas son la tala de los bosques, las canteras y la expansión agraria.